# Израелска национална библиотека
Израелската национална библиотека (на иврит: הספרייה הלאומית), по-рано Еврейска национална и университетска библиотека (בית הספרים הלאומי והאוניברסיטאי), е националната библиотека на Израел.
Намира се на територията на кампуса Гиват Рам на Еврейския университет в Йерусалим.
Библиотеката притежава повече от 5 милиона книги, като съхранява най-голямата колекция в света от книги на иврит и е хранилище на много редки и уникални ръкописи, книги и артефакти.

## галерия
- Главната читалня